# ثابو ماتلابا
ثابو ماتلابا (بالإنجليزية: Thabo Matlaba)‏ (مواليد 13 ديسمبر 1987) هو لاعب كرة قدم جنوب أفريقي يلعب حاليًا لصالح نادي أورلاندو بايرتس الجنوب أفريقي. يشتهر بقدرته على التسديد من مسافات بعيدة بكلتا قدميه، كما أنه يلعب معظم الوقت كظهير أيسر رغم أنه أيمن القدم.

## المسيرة الدولية
لعب مباراته الدولية الأولى مع منتخب جنوب أفريقيا يوم 14 مايو 2011 أمام تنزانيا في مباراة دولية ودية.
أحرز ماتلابا أولى أهدافه الدولية من تسديدة على بعد 40-يارد (37 م) أما منتخب أفريقيا الوسطى في تصفيات أفريقيا المؤهلة لكأس العالم 2014 يوم 23 مارس 2013.

## روابط خارجية
- ثابو ماتلابا على موقع قاعدة بيانات كرة القدم.إي يو (الإنجليزية)
- ثابو ماتلابا على موقع ناشيونال فوتبول تيمز (الإنجليزية)
- ثابو ماتلابا على موقع Soccerway.com (الإنجليزية)
- ثابو ماتلابا على موقع عالم كرة القدم.نت (الإنجليزية)